# Отбор на софийския гарнизон
| ← | 1953 | → |

Отбор на Софийския Гарнизон е името, под което ПФК ЦСКА (София) се състезава през сезон 1953. Треньор на отбора е бил Крум Милев. През сезона по-голямата част от футболистите на отбора са били повикани в един експериментален национален отбор който да се обиграва във вътрешното първенство. Поради липсата на основни футболисти ОСГ не е конкурентоспособен и остава на второ място.